# Вітторф
Вітторф (нім. Wittorf) — громада в Німеччині, розташована в землі Нижня Саксонія. Входить до складу району Люнебург. Складова частина об'єднання громад Бардовік.
Площа — 11,99 км2. Населення становить 1477 ос. (станом на 31 грудня 2021).